# Хертен
Хертен (на немски: Herten) е град в Рурска област в Северен Рейн-Вестфалия, Германия с 61 163 жители (към 31 декември 2015).
Хертен е споменат за пръв път в документ ок. 1050 г. като „Herthene“. Ок. 1350 г. господарите на Хертен са споменати като собственици на замък Хертен. През Средновековието селището е част от Курфюрство Кьолн. За ок. 300 години замъкът Хертен е резиденция на щатхалтера на Кьолнския курфюрстки съдебен окръг Фест Реклингхаузен.
- Хертен-Вестерхолт